# 79. ročník udílení Oscarů
79. ročník udílení Oscarů se konal v Kodak Theatre v Los Angeles 25. února 2007. Udílení začalo v 5.30 hodin místního času a během několika hodin Akademie filmového umění a věd rozdala ocenění ve 24 kategoriích. Hostitelem udílení byla Ellen DeGeneresová, která tuto příležitost dostala poprvé. Nejvíce ocenění získal film Martina Scorsese Skrytá identita, celkem čtyři ceny. Naopak nejvíce nominací získal film Dreamgirls – celkem osm. Mnoho nominací získal i snímek Babel.
Čestné ocenění získal Ennio Morricone za dlouhodobé rozvíjení filmové hudby. Ocenění předávali například Nicole Kidmanová, Daniel Craig, Leonardo diCaprio, Cameron Diaz, Ben Affleck, Tom Hanks, George Clooney nebo Will Smith.

## Ceny a nominace

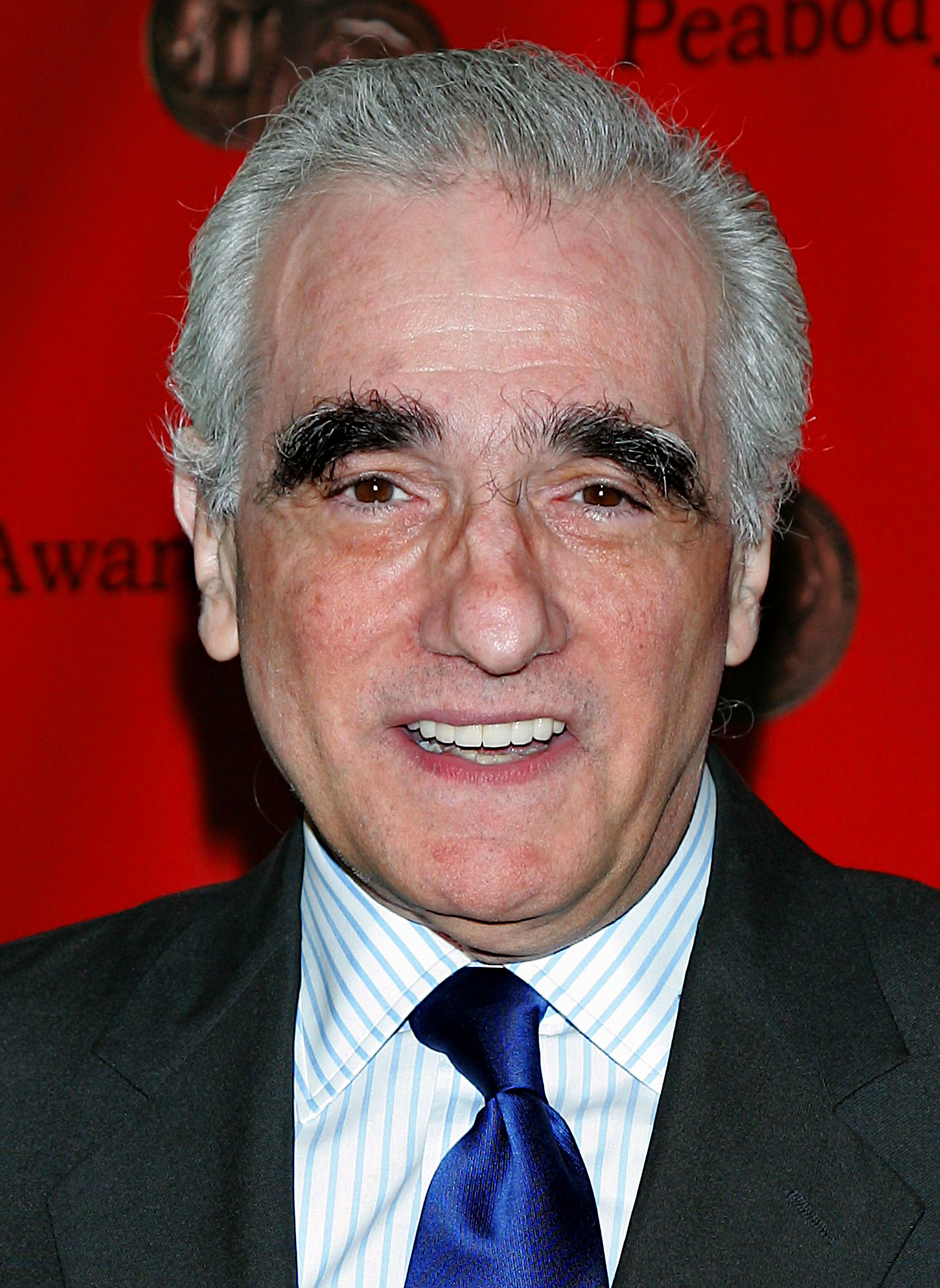
Martin Scorsese, vítěz Oscara pro nejlepší režii

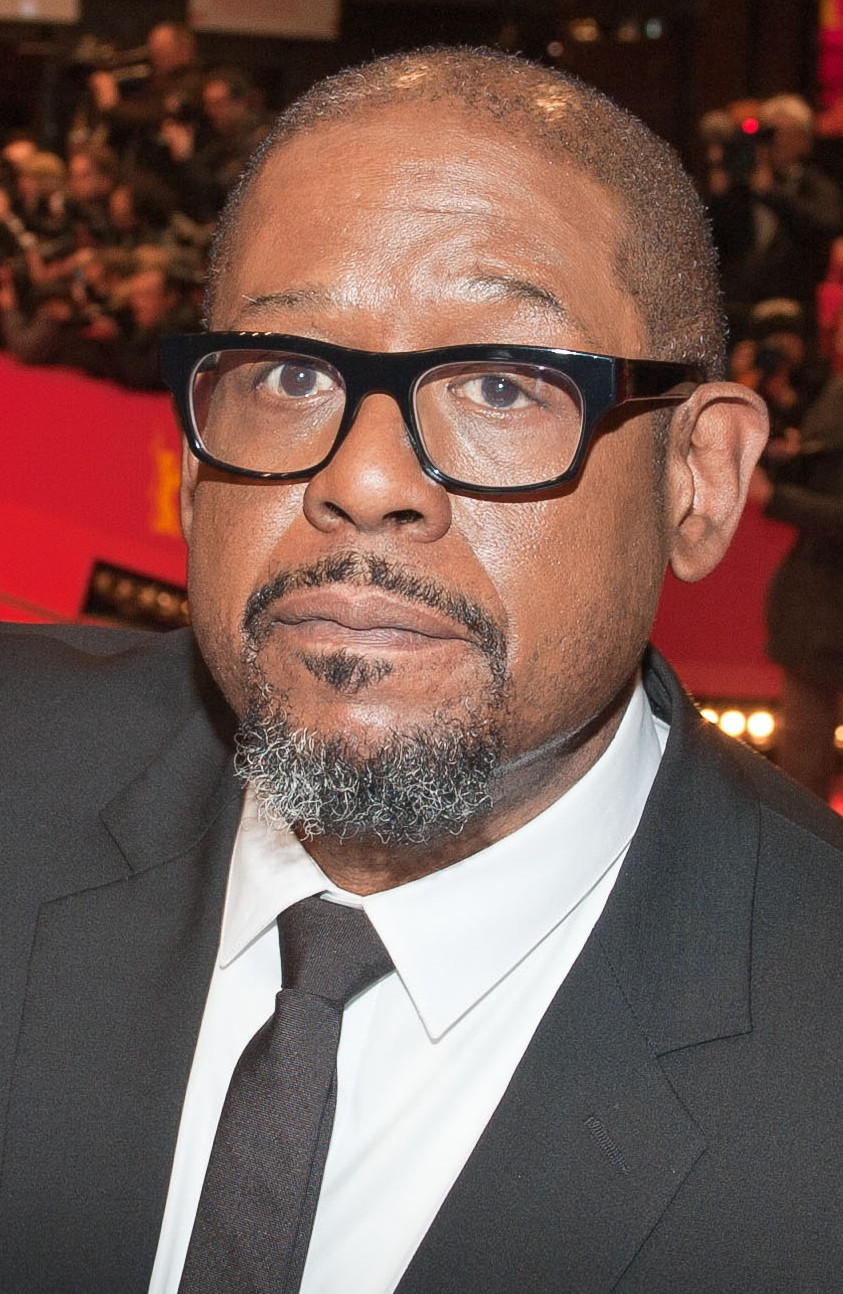
Forest Whitaker, vítěz ceny pro nejlepšího herce v hlavní roli

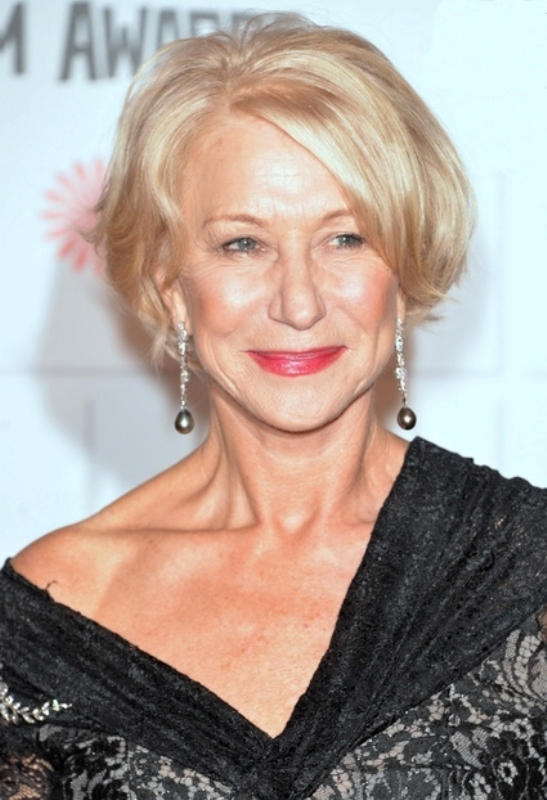
Helen Mirren, vítězka ceny pro nejlepší herečku v hlavní roli

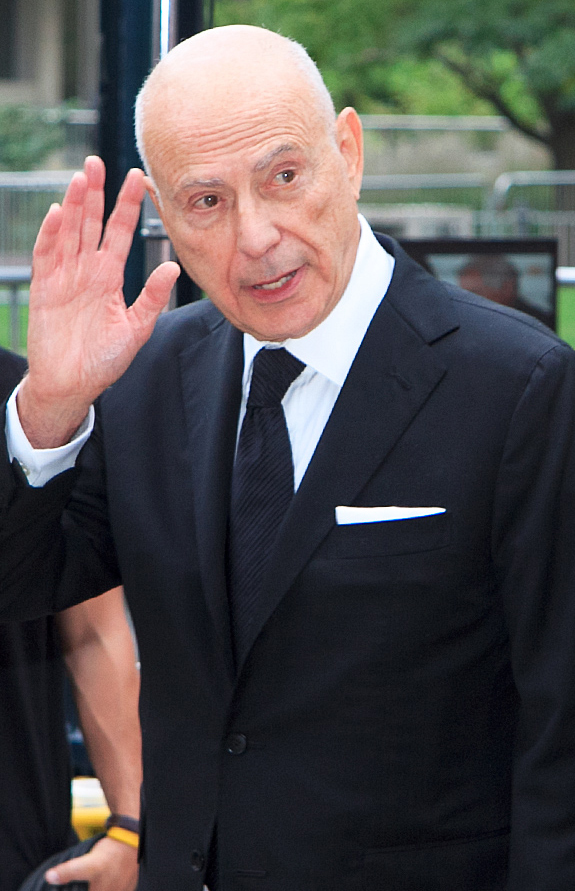
Alan Arkin, nejlepší herec ve vedlejší roli

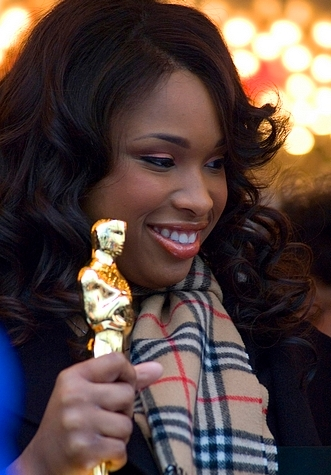
Jennifer Hudson, nejlepší herečka ve vedlejší roli

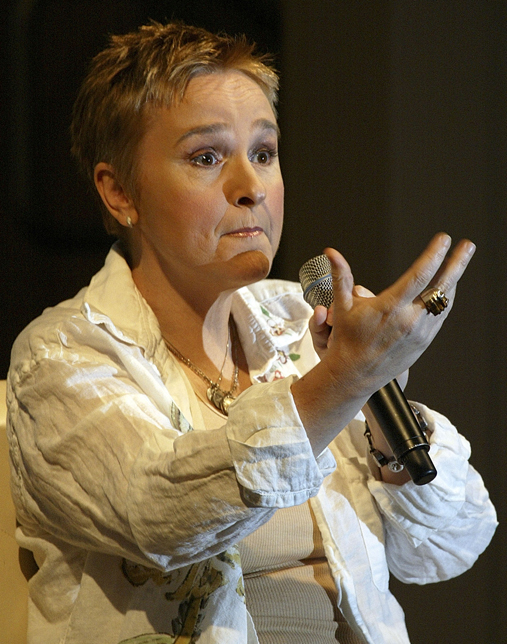
Melissa Etheridge, držitelka ocenění pro nejlepší píseň

Vítězové cen jsou uvedeni první tučným písmem.
| Nejlepší film - Skrytá identita – Graham King - Babel – Alejandro González Iñárritu, Jon Kilik, a Steve Golin - Dopisy z Iwo Jimy – Clint Eastwood, Steven Spielberg, a Robert Lorenz - Malá Miss Sunshine – David T. Friendly, Peter Saraf, a Marc Turtletaub - Královna – Andy Harries, Christine Langan, a Tracey Seaward | Nejlepší režie - Martin Scorsese – Skrytá identita - Alejandro González Iñárritu – Babel - Clint Eastwood – Dopisy z Iwo Jimy - Stephen Frears – Královna - Paul Greengrass – Let číslo 93 |
| Nejlepší herec v hlavní roli - Forest Whitaker – Poslední skotský král jako Idi Amin - Leonardo DiCaprio – Krvavý diamant jako Danny Archer - Ryan Gosling – Half Nelson jako Dan Dunne - Peter O'Toole – Venuše jako Maurice - Will Smith – Štěstí na dosah jako Chris Gardner                                              | Nejlepší herečka v hlavní roli - Helen Mirrenová – Královna jako Alžběta II. - Penélope Cruz – Volver jako Raimunda - Judi Dench – Zápisky o skandálu jako Barbara Covettová - Meryl Streep – Ďábel nosí Pradu jako Miranda Priestly - Kate Winslet – Jako malé děti jako Sarah Pierce |
| Nejlepší herec ve vedlejší roli - Alan Arkin – Malá Miss Sunshine jako Edwin Hoover - Jackie Earle Haley – Jako malé děti jako Ronald James McGorvey - Djimon Hounsou – Krvavý diamant jako Solomon Vandy - Eddie Murphy – Dreamgirls jako James "Thunder" Early - Mark Wahlberg – Skrytá identita jako rotný Dignam         | Nejlepší herečka ve vedlejší roli - Jennifer Hudson – Dreamgirls jako Effie White - Adriana Barraza – Babel jako Amelia Hernandezová - Cate Blanchett – Zápisky o skandálu jako Bathsheba Hart - Abigail Breslin – Malá Miss Sunshine jako Olive Hoover - Rinko Kikuchi – Babel jako Chieko Wataya                                                                                                   |
| Nejlepší původní scénář - Malá Miss Sunshine – Michael Arndt - Babel – Guillermo Arriaga - Dopisy z Iwo Jimy – Iris Yamashita and Paul Haggis - Faunův labyrint – Guillermo del Toro - Královna – Peter Morgan | Nejlepší adaptovaný scénář - Skrytá identita – William Monahan - Borat: Nakoukání do amerycké kultůry na obědnávku slavnoj kazašskoj národu – Sacha Baron Cohen, Peter Baynham, Anthony Hines, Dan Mazer a Todd Phillips - Potomci lidí – Alfonso Cuarón, Timothy J. Sexton, David Arata, Mark Fergus a Hawk Ostby - Jako malé děti – Todd Field a Tom Perotta - Zápisky o skándálu – Patrick Marber |
| Nejlepší animovaný film - Happy Feet – George Miller - Auta – John Lasseter - V tom domě straší – Gil Kenan | Nejlepší cizojazyčný film - Životy těch druhých (německy) – Florian Henckel von Donnersmarck - Po svatbě (dánsky, švédsky, hindsky) – Susanne Bier - Den vítězství (arabsky) – Rachid Bouchareb - Faunův labyrint (španělsky) – Guillermo del Toro - Voda (hindsky) – Deepa Mehta |
| Nejlepší dokument - Nepříjemná pravda – Davis Guggenheim - Zbav nás všeho zlého – Amy Berg a Frank Donner - Fragmenty z Iráku – James Longley a John Sinno - Jesus Camp – Heidi Ewing a Rachel Grady - Má země – Laura Poitras a Jocelyn Glatzer                                                                             | Nejlepší krátký dokument - The Blood of Yingzhou District – Ruby Yang a Thomas Lennon - Recycled Life – Leslie Iwerks a Mike Glad - Rehearsing a Dream – Karen Goodman a Kirk Simon - Two Hands: The Leon Fleisher Story – Nathaniel Kahn a Susan Rose Behr |
| Nejlepší krátký hraný film - West Bank Story – Ari Sandel - Binta y la gran idea – Javier Fesser a Luis Manso - Éramos Pocos – Borja Cobeaga - Helmer & søn – Soren Pilmark a Kim Magnusson - The Saviour – Peter Templeman a Stuart Parkyn                                                                                  | Nejlepší krátký animovaný film - The Danish Poet – Torill Kove - Únos – Gary Rydstrom - The Little Matchgirl – Roger Allers a Don Hahn - Maestro – Géza M. Tóth - No Time for Nuts – Chris Renaud a Michael Thurmeier |
| Nejlepší hudba - Babel – Gustavo Santaolalla - Berlínské spiknutí – Thomas Newman - Zápisky o skandálu – Philip Glass - Faunův labyrint – Javier Navarrete - Královna – Alexandre Desplat | Nejlepší píseň - "I Need to Wake Up" – Nepříjemná pravda – Melissa Etheridge - "Listen" – Dreamgirls – Henry Krieger, Scott Cutler a Anne Preven - "Love You I Do" – Dreamgirls – Henry Krieger a Siedah Garrett - "Our Town" – Auta – Randy Newman - "Patience" – Dreamgirls – Henry Krieger a Willie Reale                                                                                         |
| Nejlepší zvukové efekty - Dopisy z Iwo Jimy – Alan Robert Murray a Bub Asman - Apocalypto – Sean McCormack a Kami Asgar - Krvavý diamant – Lon Bender - Vlajky našich otců – Alan Robert Murray a Bub Asman - Piráti z Karibiku: Truhla mrtvého muže – Christopher Boyes a George Watters II.                                | Nejlepší zvuk - Dreamgirls – Michael Minkler, Bob Beemer a Willie D. Burton - Apocalypto – Kevin O'Connell, Greg P. Russell a Fernando Cámara - Krvavý diamant – Andy Nelson, Anna Behlmer a Ivan Sharrock - Vlajky našich otců – John T. Reitz, David E. Campbell, Gregg Rudloff a Walt Martin - Piráti z Karibiku: Truhla mrtvého muže – Paul Massey, Christopher Boyes a Lee Orloff               |
| Nejlepší výprava - Faunův labyrint – Eugenio Caballero a Pilar Revuelta - Dreamgirls – John Myhre a Nancy Haigh - Kauza CIA – Jeannine Oppewall, Gretchen Rau a Leslie E. Rollins - Piráti z Karibiku: Truhla mrtvého muže – Rick Heinrichs a Cheryl Carasik - Iluzionista – Nathan Crowley a Julie Ochipinti                | Nejlepší kamera - Faunův labyrint – Guillermo Navarro - Černá Dahlia – Vilmos Zsigmond - Potomci lidí – Emmanuel Lubezki - Iluzionista – Dick Pope - Dokonalý trik – Wally Pfister |
| Nejlepší masky - Faunův labyrint – DaHal Hickel Marti a Montse Ribe - Apocalypto – Aldo Signoretti a Vittorio Sodano - Klik – život na dálkové ovládání – Kazuhiro Tsuji a Bill Corso | Nejlepší kostýmy - Marie Antoinetta – Milena Canonero - Kletba zlatého květu – Chung Man Yee - Ďábel nosí Pradu – Patricia Field - Dreamgirls – Sharen Davis - Královna – Consolata Boyle |
| Nejlepší střih - Skrytá identita – Thelma Schoonmaker - Babel – Douglas Crise a Stephen Mirrione - Krvavý diamant – Steven Rosenblum - Potomci lidí – Alfonso Cuarón a Alex Rodríguez - Let číslo 93 – Clare Douglas, Richard Pearson a Christopher Rouse                                                                    | Nejlepší vizuální efekty - Piráti z Karibiku: Truhla mrtvého muže – John Knoll, Hal Hickel, Charles Gibson a Allen Hall - Poseidon – Boyd Shermis, Kim Libreri, Chaz Jarrett a John Frazier - Superman se vrací – Mark Stetson, Neil Corbould, Richard R. Hoover a Jon Thum |